# María (nombre)
María (en hebreo: מרים‎, romanizado: Mīryam, Mīryām, en arameo: ܡܪܝܡ‎, romanizado: Maryam,  en griego: Μαριάμ, romanizado: Mariám, variante corta Μαρία, María) es un nombre propio femenino de origen hebreo y cuyo significado y etimología son debatidos. 
Tanto María como Míriam son nombres extendidos por todo el mundo, sobre todo en los países de credo cristiano por haber sido el nombre de la madre de Jesús de Nazaret —según el Nuevo Testamento— reverenciada como Madre de Dios en las Iglesias Católica, Luterana y Ortodoxa.

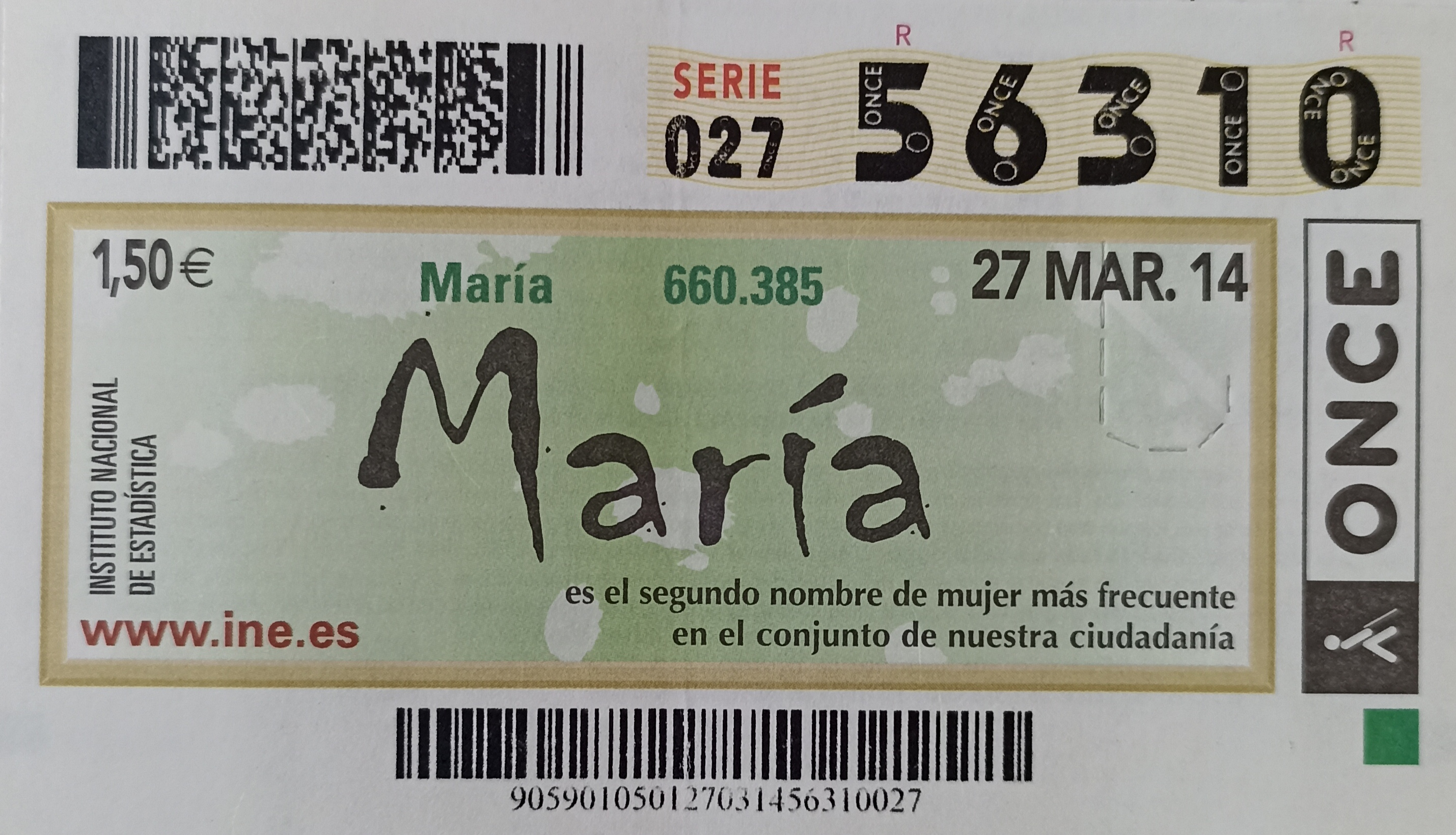
Cupón de la ONCE dedicado al nombre de María

## Etimología
La etimología de este nombre es discutida, habiéndose llegado a proponer multitud de orígenes y equivalencias. En su forma hebrea, Míriam está atestiguado en el libro bíblico del Éxodo (puesto por escrito hacia el siglo VI a. C.) como el nombre de la hermana de Moisés y Aarón. La forma original es claramente Mír-yam, pero de acuerdo con la ley de Philippi, una /i/ tónica en sílaba trabada da lugar a /a/, de donde deriva por ejemplo la forma aramea Maryam y de ahí las formas griega, latina y árabe.
Algunos investigadores proponen una derivación de la raíz mrh que significa «rebelarse», evocando las protestas de María/Míriam contra su hermano Moisés (Num 12, 1), si bien el nombre es anterior a este suceso, ciertamente menor. Otra hipótesis la vincula a la raíz mra que significa «obesa» y, por extensión, «bella». Una etimología posterior, debida a los Padres de la Iglesia, la vincula con el concepto de «Señora» a partir del arameo mra, si bien los textos hebreos no contienen el carácter alef. También en hebreo existe la palabra mara(h), «amargura», siendo esta otra de las tantas etimologías propuestas. Una antigua etimología, recogida por escritores eclesiásticos, vincula al nombre con los vocablos hebreos mir, «luz», y yam, «mar»; Míriam sería, entonces, «luz sobre el mar», de ahí el apelativo latino —recogido por las letanías— Stella Maris, «Estrella del Mar».

Sin embargo, y dado que estos personajes son descritos como nacidos en Egipto —y siendo el mismo Moisés un nombre de ese origen—, modernamente se ha especulado con una raíz egipcia: así, Míriam derivaría de 
| mr |

mr; «amor» bajo la forma femenina 
| mr | i | i | t |

mryt: «amada».

Al respecto, cabe señalar que existen nombres egipcios que usan esta forma, entre ellos Mryt, transcripto como Merit, nombre de una mujer, esposa de Kha (dinastía XVIII) y de una diosa, Meret, asociada a la danza y al canto (como Miriam en la leyenda bíblica). En su forma teofórica aparece como Mryt Jmn, que se transcribe como Meritamón, es decir «amada de Amón» y Mryt Jtn, Meritatón, o sea «amada de Atón», por lo que se propuso Mryt Yah, con  la forma arcaica Mryt Yam, «amada de Yah». El nombre masculino en egipcio es: 
| mr | i | i |

Mry, trascripto como Mery, nombre de sacerdotes de la dinastía XVIII.

## Diminutivos e hipocorísticos
Algunos diminutivos de María son: Marita, Marica (este usado más antiguamente), Maruca, Maruja, Mariona, Marieta, Maricuela (diminutivo doble), Marichu, Maruchi, Marucha, etcétera. Mari es un hipocorístico, es decir, una forma abreviada y cariñosa.

## Variantes en otros idiomas
| Variantes en otras lenguas | Variantes en otras lenguas |
| -------------------------- | -------------------------- |
| Español                    | María, Míriam, Mía         |
| Albanés                    | Mëria                      |
| Alemán                     | Maria, Marie               |
| Árabe                      | Maryam                     |
| Aragonés                   | María, Mía                 |
| Asturiano                  | María, Mía                 |
| Azerí                      | Məryəm                     |
| Búlgaro                    | Мария (Marija)             |
| Catalán                    | Maria                      |
| Checo                      | Maria                      |
| Croata                     | Marija                     |
| Danés                      | Maria                      |
| Eslovaco                   | Mária                      |
| Esloveno                   | Marija                     |
| Esperanto                  | Maria                      |
| Estonio                    | Maarja                     |
| Euskera                    | Maria, Miren               |
| Finlandés                  | Maria                      |
| Francés                    | Marie                      |
| Galés                      | Mair                       |
| Gallego                    | María, Mía                 |
| Griego                     | Μαρία (María)              |
| Hebreo                     | מריה (Myriam)              |
| Holandés                   | Maria                      |
| Húngaro                    | Mária                      |
| Inglés                     | Mary, Mariah, Myriam       |
| Irlandés                   | Muire                      |
| Islandés                   | María                      |
| Italiano                   | Maria                      |
| Latín                      | Maria                      |
| Letón                      | Marija                     |
| Lituano                    | Marija                     |
| Maltés                     | Marija                     |
| Noruego                    | Maria                      |
| Polaco                     | Maria                      |
| Portugués                  | Maria, Mía                 |
| Rumano                     | Maria                      |
| Ruso                       | Мария (Marija)             |
| Samogitiano                | Marėjė                     |
| Serbio                     | Марија (Marija)            |
| Siciliano                  | Marìa                      |
| Sueco                      | Maria                      |
| Turco                      | Meryem                     |
| Ucraniano                  | Марія (Marija)             |

## Variantes
Existen variantes de este nombre formadas al unirlo con otros. Así, Marisa, contracción de María y Luisa; Maribel, de María e Isabel o de María Belén; Maricarmen o Mamen, de María y Carmen; Maite, de María y Teresa; Malena, de María y Elena o María y Magdalena; etc. 
El nombre Mariana puede considerarse un compuesto de María y Ana, aunque en principio es un nombre propio, derivado del latín Marianus, patronímico de Marius. El nombre de origen latino Mario ha sido considerado, de manera equivocada, como un derivado de María.
Por otro lado, las advocaciones marianas —cultos a la Virgen María derivados de apariciones, misterios, dones o atributos de la Virgen— han dado lugar a numerosos nombres compuestos formados de María y dichas advocaciones, como María del Mar, María de la Fe, María de la Luz, María del Carmen, María de los Dolores, María de las Angustias, María de Fátima, etc. Existen cientos de estas advocaciones, entre los que se pueden citar: África, Aguas, Alba, Almudena, Altagracia, Amor, Amparo, Ángeles, Angustias, Aparecida, Apóstoles, Araceli, Aránzazu, Atocha, Aurora, Azucena, Barca, Begoña, Belén, Caacupé, Cabeza, Camino, Candelaria, Candelas, Caridad del Cobre, Carmen, Chiquinquirá, Cielo, Cinta, Claustro, Consuelo, Copacabana, Coro, Coromoto, Covadonga, Cruz, Desamparados, Desposorios, Dolores, Espino, Estrellas, Fátima, Fe, Flores, Fuencisla, Fuensanta, Gloria, Gozos, Gracias, Guadalupe, Guía, Henar, Huerto, Humildad, Isla, Jerusalén, Juncal, Lágrimas, Lidón, Lirios, Llanos, Loreto, Lourdes, Luján, Luz, Macarena, Mar, Maravillas, Mártires, Mercedes, Meritxell, Milagros, Misericordia, Molino, Monasterio, Montaña, Montserrat, Muela, Nazaret, Nieves, Nuria, (la) O, Olmo, Olvido, Paciencia, Palma, Paraíso, Pasión, Pastora, Paz, Peña, Perdón, Peregrinos, Piedrasanta, Pilar, Pino, Plaza, Pompeya, Pozo, Prado, Prodigios, Providencia, Puente, Puerto, Rayos, Recuerdo, Refugio, Regla, Remedios, Reposo, Reyes, Riánsares, Río, Roble, Rocío, Romero, Roncesvalles, Rosario, Sagrario, Salud, Sangre, Santos, Señor, Sierra, Silencio, Silos, Sion, Socorro, Sol, Soledad, Sufragio, Templo, Torre, Tránsito, Traspaso, Triunfo, Valle, Valvanera, Vega, Viñas, Virtudes.

## Santoral
Días dedicados a la Santa Virgen María:
- 1 de enero  Santa María, Madre de Dios.
- 19 de mayo María, Madre de la Iglesia.
- 15 de agosto La Asunción.
- 22 de agosto Bienaventurada Virgen María Reina.
- 8 de septiembre El Nacimiento de la Virgen.
- 12 de septiembre El Dulce Nombre de María.
- 21 de noviembre La Presentación de María
- 8 de diciembre La Inmaculada Concepción de María.